# Junko (zwyczajny)
Junko (zwyczajny) (Junco hyemalis) – gatunek małego ptaka z rodziny pasówek (Passerellidae). Zamieszkuje Amerykę Północną – Kanadę, USA (w tym Alaskę) oraz skrajnie północno-zachodni Meksyk. Większość populacji wędrowna, migruje na południe od zasięgu letniego, na południu po północny Meksyk. Sporadycznie zalatuje do Europy; do Polski – wyjątkowo. Stwierdzono go w Polsce dwukrotnie - w 1963 roku na Mierzei Helskiej, oraz w lutym 2025 roku w Grudkach koło Białowieży. Ptak bardzo liczny, nie jest zagrożony.

## Podgatunki i zasięg występowania
Wyróżniono kilkanaście podgatunków J. hyemalis:
- J. hyemalis aikeni – junko białoskrzydły – zachodnio-środkowe USA.
- J. hyemalis hyemalis – junko (zwyczajny) – Alaska, północna, środkowa oraz wschodnia Kanada, północno-środkowe i północno-wschodnie USA.
- J. hyemalis carolinensis – wschodnio-środkowe USA.
- J. hyemalis cismontanus – śródlądzie zachodniej Kanady.
- J. hyemalis oreganus – junko czarnogłowy –	południowo-wschodnia Alaska i zachodnio-środkowa Kolumbia Brytyjska.
- J. hyemalis shufeldti – wybrzeża południowo-zachodniej Kolumbii Brytyjskiej i wybrzeża północno-zachodniego USA.
- J. hyemalis montanus – śródlądzie południowo-zachodniej Kanady oraz północno-zachodniego USA.
- J. hyemalis thurberi – południowy Oregon i północno-zachodnia Kalifornia.
- J. hyemalis pinosus – środkowa i południowa Kalifornia.
- J. hyemalis pontilis – Sierra de Juárez (północna Kalifornia Dolna).
- J. hyemalis townsendi – Sierra de San Pedro Mártir (północna Kalifornia Dolna).
- J. hyemalis mutabilis – południowo-wschodnia Kalifornia i południowa Nevada.
- J. hyemalis mearnsi – junko rdzawoboczny – Kanada (południowo-zachodnia do południowo-środkowej), północno-środkowe USA.
- J. hyemalis caniceps – junko szarogłowy – zachodnio-środkowe USA.
- J. hyemalis dorsalis – Arizona, Nowy Meksyk i zachodni Teksas.

Niektóre z tych podgatunków bywały wydzielane przez różnych autorów do osobnych gatunków. Za podgatunek junko uznawano dawniej także junko wyspowego (J. insularis), klasyfikowanego obecnie jako odrębny gatunek.

## Morfologia
Długość ciała 14–16 cm. Rozpiętość skrzydeł 18–25 cm. Masa ciała 18–30 g.
Młode junko są szarobrązowe. U dorosłych osobników skrzydła są koloru ciemnobrązowego, spód ciała jest biały, dziób lekko różowy z ciemnym końcem. Ogon koloru czarnego z białymi brzegami.

## Ekologia
Biotop

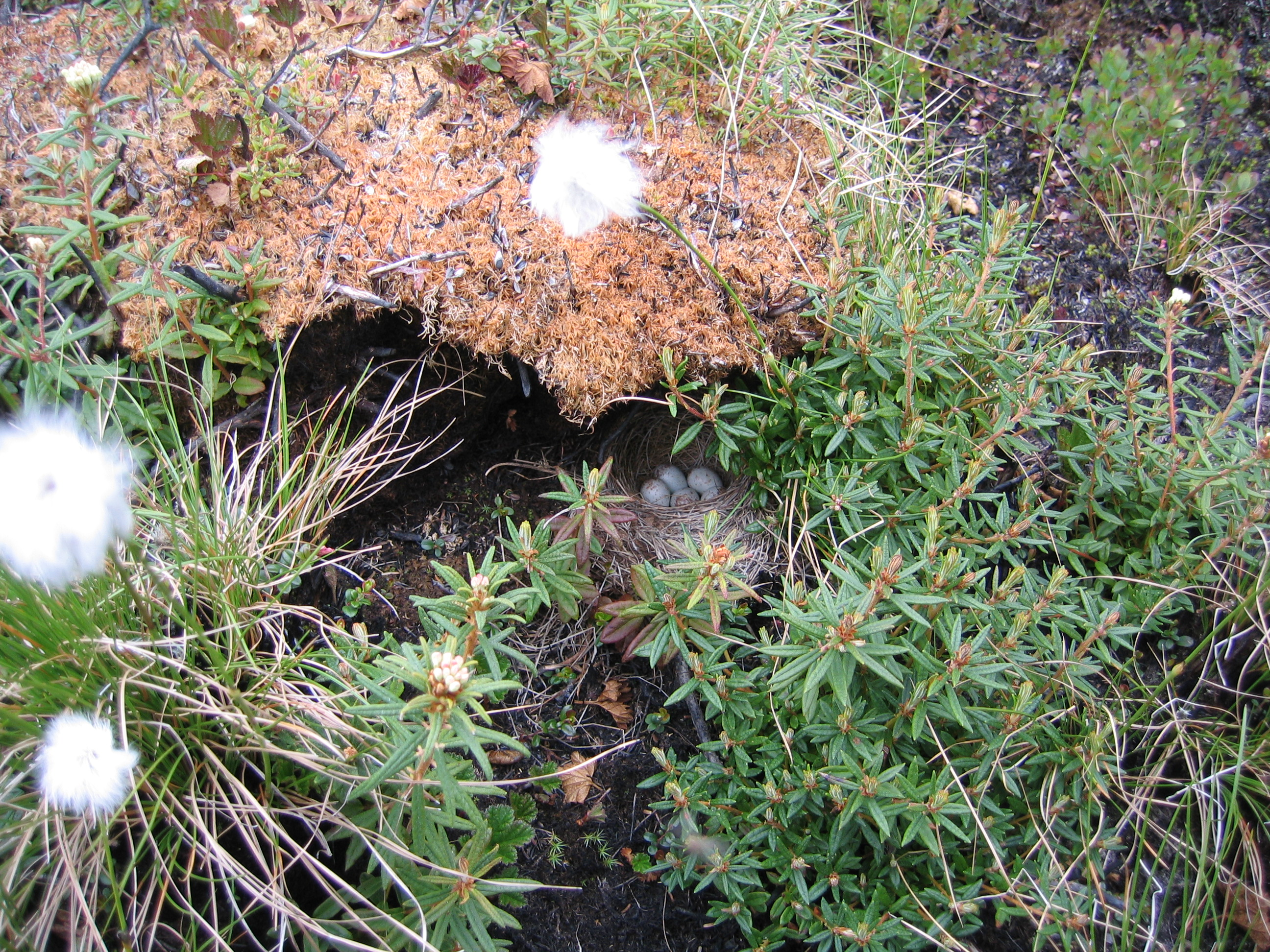
Gniazdo z jajami

W sezonie lęgowym junko przebywa głównie w lasach, zarówno iglastych (z sosną, daglezją, świerkiem i jodłą), mieszanych, jak i liściastych (z osiką i innymi topolami, dębem, klonem czy hikorą). Zimą i podczas migracji zasiedla bardziej różnorodne siedliska, w tym otwarte zadrzewienia, pola uprawne, pobocza dróg, parki i ogrody.
Rozród
Wyprowadza od jednego do trzech lęgów w sezonie. Samce wykazują wtedy silny terytorializm. Gniazdo zazwyczaj na ziemi w zagłębieniu lub niszy na pochyłym terenie, skalnej ścianie lub wśród splątanych korzeni drzewa; czasami nad ziemią na poziomych gałęziach, w budynkach, na parapetach okiennych, w wiszących doniczkach czy oprawach oświetleniowych. Budową gniazda zajmuje się samica, samiec pomaga jej, przynosząc część materiałów na gniazdo. Gniazdo ma kształt głębokiego kubka i wykonane jest z traw, korzonków, chwastów i mchów, wyłożone bardziej miękkimi trawami, mchem i włosiem.
W zniesieniu 3–6 (zwykle 4–5) najczęściej białych lub niebieskawobiałych jaj z jasnobrązowym lub cynamonowym plamkowaniem na szerszej stronie. Wysiadywanie trwa 11–13 dni, a zajmuje się nim wyłącznie samica. Opieką nad pisklętami zajmują się oboje rodzice. Młode są w pełni opierzone i opuszczają gniazdo po 9–13 dniach od wyklucia.
Pożywienie
Żywi się głównie nasionami, które stanowią około 75% jego całorocznej diety. W okresie lęgowym zjada także owady i ich larwy (w tym chrząszcze, ćmy, motyle, mrówki, osy i muchy).

## Status i ochrona
IUCN uznaje junko za gatunek najmniejszej troski (LC, Least Concern). W 2019 roku organizacja Partners in Flight szacowała liczebność populacji na około 220 milionów dorosłych osobników. Trend liczebności populacji uznawany jest za spadkowy.
Na terenie Polski gatunek ten jest objęty ścisłą ochroną gatunkową.